# Asociación Salvadoreña de Radiodifusores
La Asociación Salvadoreña de Radiodifusores (ASDER), comienza a concebirse a partir del 1 de marzo de 1926, ideada inicialmente como una iniciativa de los fundadores de la radiodifusión salvadoreña para unir esfuerzos, y así optimizar el funcionamiento de la industria radial en El Salvador

## Historia
El 14 de septiembre de 1964, nace oficialmente la Asociación Salvadoreña de Radiodifusores (ASDER), según se constata en El Acta # 1 celebrada por la Asamblea General Ordinaria, que estuvo dirigida por el Enrique Salazar, Boris Eserski, Francisco Gudiel y que junto con otras personas determinaron los estatutos por los cuales iba a regir dicha Asociación.
En octubre de 1993, ASDER consideró conveniente la creación de una asociación que aglutinara las organizaciones y/o asociaciones de radiodifusores del área Centroamericana, dicha idea fue aceptada con gran éxito por las asociaciones de los países centroamericanos y se crea la Unión de Asociaciones de Radiodifusores de Centroamérica (UNARCA), esta idea fue concebida orgullosamente por los pioneros de la radio salvadoreña. Actualmente la Presidencia de ASDER está a cargo del Ingeniero Manuel Antonio Flores Pineda, y la dirección de la misma está a cargo de la Licenciada Ana María de Lara.

## Objetivos
1. Proteger los intereses de la radiodifusión en El Salvador.
2. Defender los intereses particulares, industriales y comerciales de sus asociados ante organismos oficiales, privados nacionales o internacionales.
3. Velar por el prestigio y procurar la superación de los intereses de la Asociación y fomentar la ética en las negociaciones de los asociados ante anunciantes y agencias de publicidad.
4. Vincularse con otras Asociaciones del país o del extranjero en beneficio de las finalidades de ASDER.
5. Realizar todas las actividades que se deriven de la naturaleza misma de la Asociación y procurar su desarrollo, capacitación cultural y prosperidad.

## Miembros
La Asociación está formada por 137 medios de comunicación, entre ellos 120 estaciones de radio y 17 canales de televisión ubicados a lo largo de todo el territorio salvadoreño.

## Logros
ASDER, ha alcanzado muchos logros a lo largo de su historia:
- Fue la creadora de la Unión de Asociaciones de Radiodifusores de Centroamérica (UNARCA).
- Ha organizado campañas de publicidad para la recolección de armas de fuego, con el fin de reducir la delincuencia en El Salvador
- Ha organizado y producido campañas para promover la salud pública en el país.
- Ha apoyado desde hace 26 años la realización de Teletón El Salvador junto con Telecorporación Salvadoreña (TCS).
- En septiembre de 1999, El Salvador se convirtió en la Capital de la Radiodifusión Mundial, al haber sido escenario de la reunión anual del Consejo Directivo de la Asociación Internacional de la Radiodifusión (AIR).
- Colaboró con el patrocinio y desarrollo de TELEUNIDOS 20-30, actividad dedicada a la reconstrucción de El Salvador, después de verse afectado por el terremoto del 13 de enero del año en curso.

## Revista cultural
En febrero de 1995 salió al aire la Revista Cultural de ASDER, dirigida por Jorge Vargas Méndez y conducida por Francisco Figueroa y María Teresa Fajardo, fomentando la cultura salvadoreña. 
Después de 11 años de transmisión la Revista Cultural de ASDER, que se transmitía de lunes a viernes (12:45 a 1:00 p. m.) al mediodía, se convirtió en un referente de la cultura salvadoreña, los sábados también al mediodía se transmitía "País Sano" una radiorevista dedicada a la salud de los salvadoreños, también dirigida por Jorge Vargas Méndez y conducida por Francisco Figueroa, Ruth Sierra y Jhonny Benítez éste programa era un apoyo al Ministerio de Salud Pública y Asistencia Social de El Salvador, dónde se emitían datos curiosos, consejos médicos, las "pasadas de la doctora Remedios" y entrevistas con reconocidos doctores del Ministerio de Salud, ambos programas se dejaron de transmitir en diciembre de 2006. Desde 2007 se transmitió 125FM una radiorevista más juvenil conducida por diversos locutores de las estaciones asociadas, se dejó de transmitir en 2012 y desde ese año a la fecha se transmite en el mismo horario la "Cadena ASDER" conducido por Heriberto Márquez y Claudia Quevedo, un programa que busca fomentar la cultura general, siempre llegando día tras día a todos los hogares salvadoreños y trasmitiendo en cadena nacional de radios. Desde 2012 hasta el 20 de enero de 2022, la estación piloto dónde se genera la señal de la cadena siempre era Radio La Chévere 100.9, a partir del 21 de enero de 2022 la señal piloto es Radio Que Buena 88.9.